# Miasta Wysp Alandzkich
Tabela przedstawia miasta Wysp Alandzkich razem z ludnością miast z 2019 roku
| Lp. | Miasto     | Spis ludności 2019 |
| --- | ---------- | ------------------ |
| 1   | Mariehamn  | 11 679             |
| 2   | Jomala     | 5233               |
| 3   | Finström   | 2593               |
| 4   | Lemland    | 2053               |
| 5   | Saltvik    | 1849               |
| 6   | Hammarland | 1583               |
| 7   | Sund       | 1023               |
| 8   | Eckerö     | 952                |
| 9   | Föglö      | 531                |
| 10  | Geta       | 496                |
| 11  | Vårdö      | 447                |
| 12  | Brändö     | 445                |
| 13  | Lumparland | 366                |